# سايق الستوتة
سايق الستوتة هو مسلسل عراقي رمضاني عُرض على قناة الشرقية الفضائية عام 2011 من بطولة وتأليف قاسم الملاك وإخراج جمال عبد الجاسم.

## ملخص العمل
هو مسلسل كوميدي ساخر يتتبع حياة رجل فقير يُدعى صابر، يعمل سائقًا لدراجة نارية تُسمى باللهجة العراقية "الستوتة"، ويقوم بتوصيل الناس ومساعدتهم في الوصول إلى وجهاتهم. يعيش صابر مع زوجته الثانية وابنه وابنته في منزل صغير، لكن لسوء الحظ تقرر الحكومة هدم جميع المنازل في المنطقة، ويشمل ذلك منزل صابر. نتيجة لذلك، يضطر صابر للانتقال إلى منزل عام حيث يعيش مع أشخاص غرباء ويقيم معهم علاقات جديدة. تتنوع أحداث المسلسل بين لحظات من الضحك والكوميديا وأخرى من القهر والصعوبات، وينتهي المسلسل بنكهة كوميدية، مع مرور الأيام على صابر الذي يظل صابرًا طوال حياته.